# Experimenteller Roman
Der Experimentelle Roman oder Roman expérimental ist ein Werk von Émile Zola, in dem er seine Vorstellungen vom naturalistischen Roman formuliert und das gleichzeitig als Manifest der literarischen Doktrin des Naturalismus betrachtet wird.
Das Werk ist eine Sammlung von Artikeln, die 1879 in den Zeitschriften Le Messager de l’Europe, Le Bien Public und Le Voltaire gedruckt und 1880 in einem Sammelband bei Charpentier veröffentlicht wurden. Die literarische Umsetzung der Doktrin erfolgte im Romanzyklus Les Rougon-Macquart, der in 20 Bänden erschien und die „Natur- und Gesellschaftsgeschichte einer Familie im Second Empire“ beschreibt – gleichzeitig aber auch an das von Balzac in der Comédie humaine verwirklichte Projekt einer Gesamtdarstellung der Gesellschaft anknüpft.
In Anlehnung an die Theorien des Arztes Claude Bernard entwickelte Zola die Vorstellung, ein literarisches Werk könne als wissenschaftliches Beobachtungsinstrument eines durch den Autor künstlich herbeigeführten Experiments nach dem Prinzip von Ursache und Wirkung genutzt werden. Dem Schriftsteller falle demnach die Rolle des emotionsfreien „observateur“ und „expérimentateur“ zu.

« En somme, toute l’opération consiste à prendre les faits dans la nature, puis à étudier le mécanisme des faits en agissant sur eux par les modifications des circonstances et des milieux. »

Er geht dabei von der Annahme aus, dass das Handlungsspektrum eines Menschen „sozial und biologisch determiniert“ und dem „historischen Wandel unterworfen“ sei, so dass er keinerlei Freiheit in seinem Handeln besitze, und dass dieser soziale Determinismus analysiert und dargestellt werden könne. Zola stützt sich hierbei auf die Milieutheorie von Hippolyte Taine.
Bei der literarischen Umsetzung seiner Darstellungen gilt Zolas besondere Aufmerksamkeit den unteren Gesellschaftsschichten. Überzeugt von der Veränderbarkeit der Lebensverhältnisse will Zola durch die Schilderung sozialer Missstände zu ihrer Beseitigung beitragen.

## Kritik
Sowohl die marxistische als auch die bürgerliche Literaturkritik werteten Zola mit seinem überzogenen Wissenschaftsglauben im Rahmen der Literaturproduktion ab. Den einen wurde er „der Aufgabe des Romans, gesellschaftliche Praxis zu entdecken“, nicht gerecht (Georg Lukács), für die anderen war die „Unabhängigkeit und Autonomie der Kunst“ mit Zolas wissenschaftlicher Herangehensweise nicht vereinbar.

## Zitate
« Je vais tâcher de prouver à mon tour que, si la méthode expérimentale conduit à la connaissance de la vie physique, elle doit conduire aussi à la connaissance de la vie passionnelle et intellectuelle. (S. 1) »

« ...puisque des savants comme Claude Bernard démontrent maintenant que des lois fixes régissent le corps humain, on peut annoncer, sans crainte de se tromper, l’heure où les lois de la pensée et des passions seront formulées à leur tour. Un même déterminisme doit régir la pierre des chemins et le cerveau de l’homme. (S. 8) »

« Dès ce jour, la science entre donc dans notre domaine, à nous romanciers, qui sommes à cette heure des analystes de l’homme, dans son action individuelle sociale. Nous continuons, par nos observations et nos expériences, la besogne du physiologiste, qui a continué celle du physicien et du chimiste. (S. 8) »

« Le déterminisme domine tout, c’est l’investigation scientifique, c’est le raisonnement expérimental qui combat une à une les hypothèses des idéalistes, et qui remplace les romans de pure imagination par les romans d’observation et d’expérimentation. (S. 8) »

« ...notre but est très net, connaître le déterminisme des phénomènes et nous rendre maître de ces phénomènes. (S. 9) »

« Et c’est là ce qui constitue le roman expérimental: posséder le mécanisme des phénomènes chez l’homme, montrer les rouages des manifestations intellectuelles et sensuelles telles que la physiologie nous les expliquera, sous les influences de l’hérédité et des circonstances ambiantes, puis montrer l’homme vivant dans le milieu social qu’il a produit lui-même, qu’il modifie tous les fours, et au sein duquel il éprouve à son tour une transformation continue. (S. 10) »

« Le roman expérimental est une conséquence de l’évolution scientifique du siècle; il continue et complète la physiologie, qui elle-même s’appuie sur la chimie et la physique; il subsitute à l’étude de l’homme abstrait, de l’homme métaphysique, l’étude de l’homme naturel, soumis aux lois physio-chimiques et déterminé par les influences du milieu; il est en un mot la littérature de notre âge scientifique, comme la littérature classique et romantique a correspondu à un âge de scolastique et de théologie. (S. 11) »

« Le but de la méthode expérimentale, en physiologie et en médicine, est d’étudier les phénomènes pour s’en rendre maître. (S. 11) »

« On entrera dans un siécle où l’homme tout-puissant aura asservie la nature et utilisera ses lois pour faire régner sur cette terre la plus grande somme de justice et de liberté possible. Il n’y pas de but plus noble, plus haut, plus grand. (S. 11) »

« Nous partons bien des faits vrais, qui sont notre base indestructible; mais, pour montrer le mécanisme des faits, il faut que  nous produisons et que nous dirigions les phénomènes; c’est là notre part d’invention, de génie dans l’oeuvre... Ainsi donc, au lieu d’enfermer le romancier dans des liens étroits, la méthode expérimentale le laisse à toute son intelligence de penseur et à tout son génie de créateur. (S. 5, 6) »

## Ausgaben
- Émile Zola: Le Roman Expérimental. Flammarion, Paris 2006, ISBN 978-2-08-071233-2 (Nachdr. d. Ausg. Charpentier, Paris 1880)
  - Deutsch: Der Experimentalroman. Eine Studie. Wehrhahn Verlag, Hannover 2014, ISBN 978-3-86525-357-6 (übersetzt von Wolfgang Bunzel)